# Breukelerwaard
Breukelerwaard is een voormalig gerecht in de provincie Utrecht.

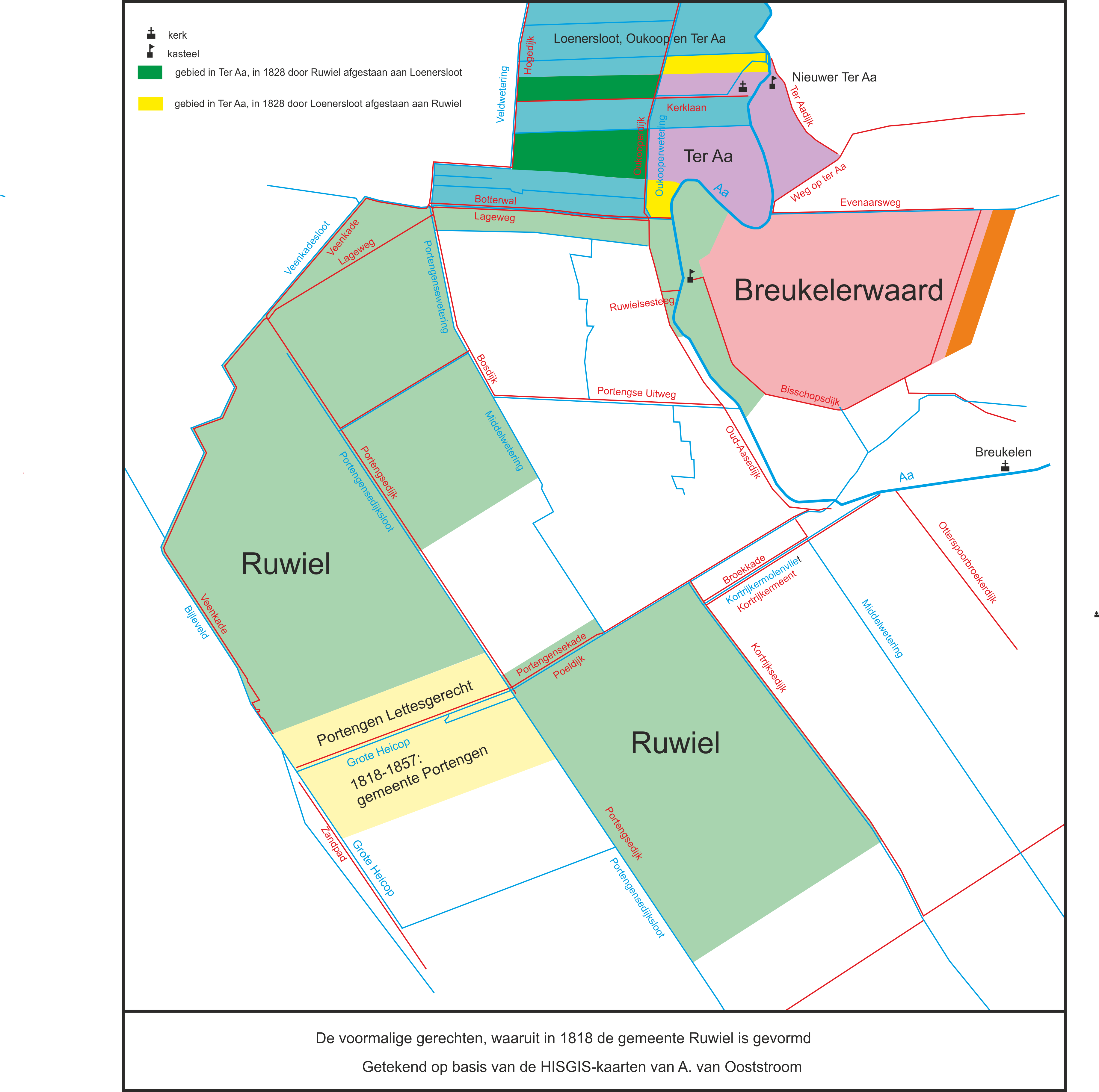

De Breukelerwaard is ontstaan door de drooglegging van een poel, die ontstaan was op de plaats waar de Aa zich afsplitst van de Vecht. De bisschop van Utrecht heeft de rechtsmacht in deze ontginning afgestaan aan het kapittel van Sint Marie.
In 1660 heeft het kapittel de heerlijkheid verkocht, waardoor ze in private handen kwam. In 1795 is het gerecht op verzoek van de inwoners geannexeerd door Breukelen-Nijenrode. In 1798 werd Breukelerwaard met ongeveer 10 gerechten samengevoegd tot een eenheid Breukelen. In 1801 werden de voormalige gerechten allemaal weer zelfstandig. Per 1 januari 1812 maakte Breukelerwaard deel uit van de gemeente Loenen. Per 1 januari 1818 werden de voormalige gerechten Ruwiel, Breukelerwaard en Ter Aa samengevoegd tot de gemeente Ruwiel. Deze gemeente bestond tot 1 januari 1964, waarna een groot deel van de gemeente, waaronder Breukelerwaard bij Breukelen werd gevoegd. Vervolgens werd Breukelen per 1 januari 2011 bij de nieuw gevormde gemeente Stichtse Vecht gevoegd.